# Poa cockayniana
Poa cockayniana là một loài thực vật có hoa trong họ Hòa thảo. Loài này được Petrie miêu tả khoa học đầu tiên năm 1913.